# Los amigos de Peter
Los amigos de Peter es una película británica de 1992.

## Argumento
Peter Morton (Stephen Fry), antiguo actor teatral e hijo de un acaudalado e importante hacendado, acaba de perder a su padre y heredar su fortuna. En vista de la proximidad de año nuevo, decide invitar a sus amigos y colegas actores Maggie Chester, Andrew Benson, Sarah Johnson, Roger Anderson y Mary a pasar la festividad el fin de semana en su mansión. 
Ya en la residencia, los amigos se reencuentran después de 10 años, y todos parecen tener vidas exitosas, alegres y plenas. Sin embargo, a lo largo del fin de semana los profundos problemas personales de cada uno comienzan a salir a flote, como la soledad de Maggie, los problemas conyugales entre Andrew y su esposa Carol, la inestabilidad afectiva de Sarah, y el estrés postraumático y sobreprotección de los esposos Mary y Roger Anderson para con su hijo tras la reciente pérdida de uno de ellos, los cuales desencadenan conflictos y fuertes roces entre los miembros del grupo, a tal punto que Maggie decide declarársele a Peter, siendo rechazada al ser él bisexual; Carol opta por abandonar a Andrew al encontrarlo besándose con Sarah, aparte de recibir una oferta laboral; Sarah y Brian (novio al que conoció hace un par de semanas, y quien abandonó a su esposa e hijo por ella) terminan cuando este último se arrepiente de dejar su matrimonio al ver a Sarah coqueteando con Paul, el hijo de Vera (el ama de llaves); y Maggie, tras su rechazo, decide acostarse con Paul. Roger y Mary, por su parte, son los únicos que logran afrontar su problema y dejar a un lado su culpabilidad por el accidente con su hijo, pudiendo centrarse en ambos y pasar un agradable momento juntos.
No obstante, el alcoholismo de Andrew surge por la ruptura con su esposa y, en la noche de año nuevo, se embriaga y provoca una discusión entre él, Sarah, Maggie, Roger y Mary, y que todos se ataquen verbalmente entre sí.
Viendo que la situación está tan tensa, Peter toma la palabra y les dice que la verdadera razón por la que los reunió, se debe a que desea informarles que seis meses atrás fue diagnosticado como seropositivo para VIH, dejando a todos atónitos y deteniendo la pelea, justo durante las campanadas de las doce.
Luego de esto, el grupo recapacita, se disculpan y comienzan a cantar, realizando el baile de la "canción del tren", la más representativa para todos y, con Vera y Paul como público, terminan la velada riendo y cantando alegremente, como en los viejos tiempos.

## Reparto
- Kenneth Branagh como Andrew Benson
- Alphonsia Emmanuel como Sarah Johnson
- Stephen Fry como Peter Morton
- Hugh Laurie como Roger Anderson
- Phyllida Law como Vera
- Alex Lowe como Paul
- Rita Rudner como Carol Benson
- Tony Slattery como Brian
- Imelda Staunton como Mary Anderson
- Emma Thompson como Maggie Chester

## Canciones
- You're my Best Friend (Queen)
- Everybody Wants To Rule The World (Tears For Fears)
- My Baby Just Cares For Me (Nina Simone)
- Hungry Heart (Bruce Springsteen)
- What's Love Got To Do With It (Tina Turner)
- Río (Michael Nesmith)
- Wherever I Lay My Hat (That's My Home), (Paul Young)
- I Guess That's Why They Call It The Blue, (Elton John)
- Don't get me wrong (The Pretenders)
- Girls just wanna have fun (Cyndi Lauper)
- Give me strengt (Eric Clapton)